# مارتينا ايتوليتي
مارتينا أيتوليتي (بالفنلندية: Martina Aitolehti)‏ (من مواليد 16 يوليو 1982) عارضة أزياء ومغنية وشخصية تلفزيونية فنلندية.

## روابط خارجية
- مارتينا ايتوليتي على موقع IMDb (الإنجليزية)
- مارتينا ايتوليتي على موقع ميوزك برينز (الإنجليزية)
- مارتينا ايتوليتي على موقع ميوزك برينز (الإنجليزية)
- مارتينا ايتوليتي على موقع ديسكوغز (الإنجليزية)